# Uli Aechtner
Uli Aechtner (* 6. August 1952 in Bonn) ist eine deutsche Fernsehjournalistin und Schriftstellerin, insbesondere bekannt als Autorin von Kriminalromanen.

## Leben
Uli Aechtner ist in Bonn und Bad Honnef aufgewachsen. Sie absolvierte das Gymnasium Nonnenwerth und studierte Germanistik, Philosophie und Kunstwissenschaften an der Universität Bonn. Danach arbeitete sie als Journalistin beim französischen Fernsehen TF1 in Bonn. Später wechselte sie zum Südwestfunk nach Mainz. Dort war sie für die aktuelle Berichterstattung tätig und moderierte die tägliche Nachrichtensendung Landesschau. 1985 gewann sie das Stipendium der Stiftung Journalistes en Europe und verbrachte ein Jahr in Paris. Seit 1992 lebt sie als freie Autorin in der Wetterau. Sie ist Mitglied im Schriftstellerverband Das Syndikat.

## Werke
- Too much TV. Rotbuch, Hamburg 1995, ISBN 3-88022-383-1
- Talk show down. Rotbuch, Hamburg 1998, ISBN 3-88022-442-0
- Programmschluss. Roman. Fischer Taschenbuch, Frankfurt am Main 2001, ISBN 3-596-14959-2
- Meine erste Million. Roman. Fischer Taschenbuch, Frankfurt am Main 2002, ISBN 3-596-15487-1
- Liebe Frau Senta. Roman. Fischer Taschenbuch, Frankfurt am Main 2003, ISBN 3-596-15704-8
- Frauenschwimmen (mit Belinda Vogt). Rhein-Main-Krimi. Emons, Köln 2009, ISBN 978-3-89705-635-0
- Keltenzorn (mit Belinda Vogt). Kriminalroman. Emons, Köln 2013, ISBN 978-3-95451-132-7
- Todesrauscher. Kriminalroman. Emons, Köln 2016, ISBN 978-3-95451-789-3
- Mordswetter. Kriminalroman. Emons, Köln 2017, ISBN 978-3-7408-0160-1
- Die Bach runter. Kriminalroman. Emons, Köln 2019, ISBN 978-3-7408-0497-8
- Leise rieselt der Tod. Ein Weihnachtskrimi. Emons, Köln 2020, ISBN 978-3-7408-0948-5